# Frederik Vilhelm Steen Danneskiold-Samsøe
Hans Excellence (H.E.) Frederik Vilhelm Steen greve Danneskiold-Samsøe (16. september 1837 i København – 7. eller 8. december 1895 sammesteds) var en dansk godsejer og politiker, bror til Christian Conrad Sophus Danneskiold-Samsøe.

## Godsejer
Han var søn af grev Sophus Danneskiold-Samsøe. Efter at grev Danneskiold-Samsøe i 1856 havde taget artium og derefter Anden Eksamen, købte han 1863 af ritmester Alexander Berner-Schilden de ved Kertinge Nor beliggende ejendomme, hovedgården Ulriksholm med avlsgården Ørnfeldt, og 1873 af hofjægermester og lensgreve Gregers Christian Raben hovedgården Rydhave.

## Politiker
I årene 1875-78 havde han sæde i Landstinget som en af 6. kredses repræsentanter, og 13. marts 1882 modtog han derefter kongelig udnævnelse som landstingsmand. Grev Danneskiold-Samsøe blev 1869 hofjægermester og 12. april 1878 Ridder af Dannebrog.
Han indgik 20. juni 1863 på Ledreborg ægteskab med Eugenie Frederikke Charlotte Clara komtesse Holstein (6. juni 1841 på Ledreborg - 27. november 1925 på Ulriksholm), datter af Christian Edzard Moritz lensgreve Holstein-Ledreborg. Han døde 7.-8. december 1895.